# Puchar Andory w piłce nożnej (2004)
Copa Constitució 2004 czyli (Puchar Andory w piłce nożnej 2004) to coroczny turniej piłkarski w Andorze.

## I runda
Pierwsza runda rozgrywek miała miejsce 4 kwietnia 2004.
| Drużyna 1          | Wynik | Drużyna 2       |
| ------------------ | ----- | --------------- |
| CE Principat B     | 5:2   | UE Extremenya   |
| Santa Coloma B     | 2:1   | FC Casa Benfica |
| Sporting Escaldes  | 3:2   | Lusitanos B     |
| Atlètic d’Escaldes | 0:1   | FS La Massana   |

## II runda
Drugą rundę rozegrano 18 kwietnia 2004.
| Drużyna 1         | Wynik | Drużyna 2        |
| ----------------- | ----- | ---------------- |
| CE Principat B    | 4:5   | UE Engordany     |
| FS La Massana     | 2:3   | Lusitanos        |
| Sporting Escaldes | 0:16  | CE Principat     |
| Santa Coloma B    | 1:6   | Inter D'Escaldes |

## Ćwierćfinały
Ćwierćfinały rozegrano 25 i 26 kwietnia 2004.
| Drużyna 1        | Wynik | Drużyna 2       |
| ---------------- | ----- | --------------- |
| UE Engordany     | 0:8   | FC Rànger's     |
| Lusitanos        | 1:3   | FC Santa Coloma |
| Inter D'Escaldes | 1:2   | UE Sant Julià   |
| CE Principat     | 5:2   | FC Encamp       |

## Półfinały
Półfinały rozegrano 9 maja 2004.
| Drużyna 1    | Wynik     | Drużyna 2       |
| ------------ | --------- | --------------- |
| FC Rànger's  | 1:2 (dog. | FC Santa Coloma |
| CE Principat | 1:3       | UE Sant Julià   |

## Finał
Finał został rozegrany 16 maja 2004.
| Drużyna 1       | Wynik | Drużyna 2     |
| --------------- | ----- | ------------- |
| FC Santa Coloma | 1:0   | UE Sant Julià |